# Soyouz T-4
Soyouz T-4 est une mission spatiale soviétique.
Elle emporte le dernier équipage permanent à habiter la station spatiale Saliout 6.

## Équipage
Les nombres entre parenthèses indiquent le nombre de vols spatiaux effectués par chaque individu jusqu'à cette mission incluse.
- Vladimir Kovalionok (3)
- Viktor Savinykh (1)

- Viatcheslav Zoudov (1) remplaçant
- Boris Andreiev (0) remplaçant

## Paramètres de la mission
- Masse : 6 850 kg
- Périgée : 201 km
- Apogée : 250 km
- Inclinaison : 51,6°
- Période : 88,7 minutes